# Crimson Shoals
Crimson Shoals è un film muto del 1919 diretto da Francis Ford.

## Produzione
Il film fu prodotto dalla Monopol Film Company.

## Distribuzione
Distribuito dalla Monopol Film Company, il film uscì nelle sale cinematografiche USA il 2 novembre 1919.